# St Ninians Old Parish Kirk

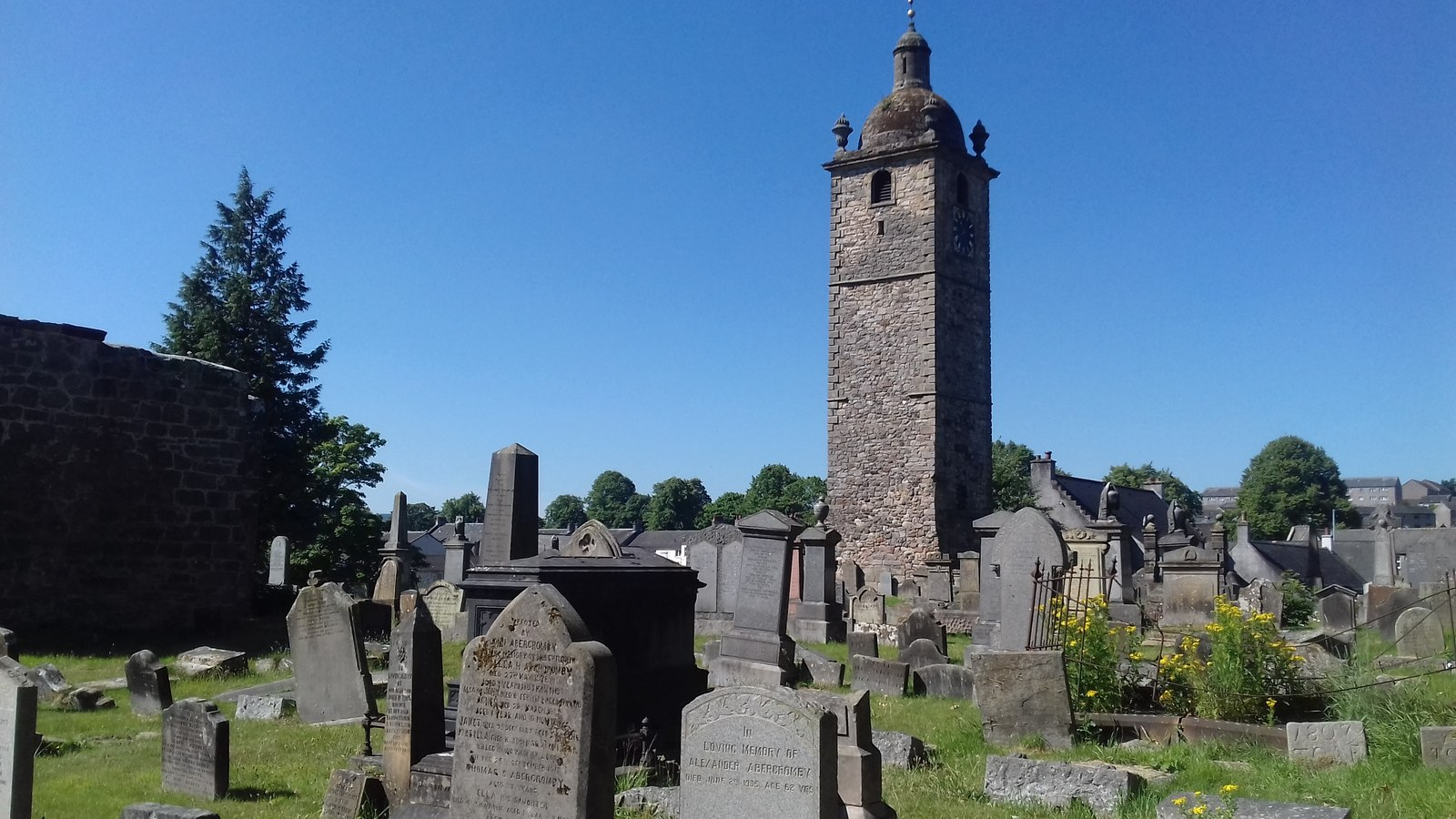
Friedhof der St Ninians Old Parish Kirk

Die St Ninians Old Parish Kirk ist eine Kirchenruine in der schottischen Stadt Stirling in der gleichnamigen Council Area. 1965 wurde das Bauwerk in die schottischen Denkmallisten in der höchsten Denkmalkategorie A aufgenommen. Der umgebende Friedhof ist separat als Kategorie-A-Bauwerk klassifiziert.

## Geschichte
Es handelt sich um einen frühchristlichen Standort in Schottland, der vermutlich spätestens seit dem 10. oder 11. Jahrhundert genutzt wurde. Die Ninian von Whithorn gewidmete St Ninians Old Parish Kirk stammt vermutlich aus dem 12. Jahrhundert und ist seit 1150 als Parish Church of Eccles belegt. In ihrem Mauerwerk wurden Fragmente älterer Gebäude am selben Standort nachgewiesen. Erst im 13. Jahrhundert wird die Kirche, wie auch die umgebende, heute zu Stirling gehörende Ortschaft St Ninians, als St Ninians Parish Kirk bezeichnet.
Während des Jakobitenaufstands 1745 wurde das Kirchengebäude als Schwarzpulverlager genutzt. Beim Rückzug der Truppen im folgenden Jahr kam es zu einer Explosion, welcher die Kirche weitgehend zum Opfer fiel. Einzig der von Robert Henderson und Charles Bachop 1734 errichtete Glockenturm, überstand beinahe unbeschadet. Neben diesem sind von der Kirche noch Fragmente der Apsis aus dem 16. sowie ein Pfeiler des Langhauses aus dem 15. Jahrhundert erhalten.